# 旅法共产主义小组
旅法共产主义小组，1921年成立于法国巴黎，发起人张申府、赵世炎，参与者刘清扬、周恩来、陈公培:43。而小組裏的周恩來後來則成為中华人民共和国首任總理。
该组织成立时并无正式名称，1950年代起，中共党史将该组织称为“旅法共产主义小组”，是为八个中国共产党早期组织之一。它虽未派代表参加中共一大，但与其它中国共产党早期组织一样，视为中国共产党创始成员组织:43。

## 大众文化
- 电视剧我们的法兰西岁月第16集中演绎了该小组成立的情形